# ADABweb
ADABweb ist ein Fachinformationssystem der staatlichen Denkmalpflege in Baden-Württemberg und in Niedersachsen. Es steht für Allgemeine DenkmAldatenBank webbasiert. In diesem System werden Daten zu Kulturdenkmalen gespeichert. Es ist ein internes, über das Internet nicht allgemein zugängliches Informationssystem. Als Web-Applikation werden Daten als Web Map Service bzw. Web Feature Service angeboten, auf die berechtigte Institutionen der Denkmalpflege direkten Zugang erhalten.

## Beschreibung
In ADABweb werden Fachdaten einer Datenbank zur Denkmalpflege kombiniert mit Liegenschaftskarten, topographische Karten, Ortholuftbilder und historische Karten (Urnummerkarten) dargestellt. Es umfasste im Sommer 2009 rund 170.000 Objekte aus Archäologie, Bau- und Kunstgeschichte aus Baden-Württemberg. 2020 belief sich der Bestand in Niedersachsen auf über 100.000 Bau- und Kunstdenkmale und 25.000 archäologische Denkmale. 2021 wurden 30.000 archäologische Denkmale genannt. Der 2020 eingeführte Denkmalatlas Niedersachsen basiert auf den Daten in ADABweb.

## Entstehung
Das System wurde 1988 beim damaligen  Landesdenkmalamt Baden-Württemberg von Wolfgang M. Werner als Client-Server-Anwendung eingeführt und liegt inzwischen als Web-Applikation vor. Seit 2006 wird es gemeinsam mit dem Vertragspartner Land Niedersachsen weiterentwickelt. Die Teilnahme an diesem System steht allen deutschen Bundesländern offen. In Niedersachsen wird ADABweb seit 1996 vom Niedersächsischen Landesamt für Denkmalpflege und den Denkmalbehörden des Landes genutzt.